# زک کرگر
زکری مایکل کرگر (انگلیسی: Zachary Michael Cregger؛ زادهٔ ۱ مارس ۱۹۸۱) کمدین، فیلم‌نامه‌نویس، بازیگر و کارگردان اهل ایالات متحده آمریکا است. وی از سال ۱۹۹۸ میلادی تاکنون مشغول فعالیت بوده است.
از فیلم‌ها یا برنامه‌های تلویزیونی که وی در آن نقش داشته است می‌توان به کالج، بربر و سلاح‌ها اشاره کرد.

## زندگینامه
کرگر در آرلینگتون، ویرجینیا متولد شد. او قبل از نقل مکان به بروکلین، نیویورک برای تحصیل در مدرسه هنرهای تجسمی، در گروه‌های مختلف کمدی و موسیقی محلی اجرا داشت.
وی در سال ۲۰۱۳ در آستین، تگزاس در صحنه فیلمبرداری فیلم «عشق و سکس هوایی» در حالی که نقش یک زوج را بازی می‌کرد، با سارا پکستون آشنا شد. این زوج در سال ۲۰۱۸ نامزد شدند و سال بعد در اکتبر ۲۰۱۹ ازدواج کردند.

## حرفه
کرگر یکی از اعضای بنیانگذار گروه کمدی «سفیدترین بچه‌ها می‌دانند» است که در سال ۲۰۰۰ به همراه ترور مور و سم براون تشکیل شد. او هنگام فیلمبرداری یک فیلم مستقل، با دارن ترومتر آشنا شد که بعداً به گروه پیوست. «سفیدترین بچه‌ها می‌دانند» به صورت محلی و آنلاین موفقیت کسب کرد و منجر به دعوت به جشنواره هنرهای کمدی HBO ایالات متحده در سال ۲۰۰۶ شد. این گروه جایزه بهترین گروه طراحی را از آن خود کرد و توجه چندین شبکه را به خود جلب کرد. پس از نمایش موفق آنها، فیوز سفارش ساخت یک سریال از این گروه را داد. «سفیدترین بچه‌ها می‌دانند» فصل اول خود را از این شبکه پخش کرد و سپس به شبکه آی‌اف‌سی منتقل شد. این سریال به مدت پنج فصل ادامه داشت و در سال ۲۰۱۱ به پایان رسید.
او در کنار مور، در فیلم‌های «خانم مارچ» و «جنگ داخلی علیه مواد مخدر» بازی کرد و کارگردانی مشترک آنها را بر عهده داشت. فیلم دوم به صورت محدود در سینماها اکران شد. دومین فیلم بلند این گروه، «مریخ»، در ۶ ژوئن ۲۰۲۴ در جشنواره فیلم ترایبکا به نمایش درآمد.
کرگر در سال ۲۰۰۸ اولین حضور سینمایی خود را در فیلم کالج به کارگردانی دب هاگان تجربه کرد. او در سال ۲۰۱۱ به جمع بازیگران سریال کمدی «دوستان با مزایا» پیوست. از سال ۲۰۱۶ تا ۲۰۱۸، او در نقش اوون اوکانر در سریال کمدی «خرابکار» بازی کرد.
کرگر فیلم ترسناک بربر محصول ۲۰۲۲ را با بازی جورجینا کمبل ، بیل اسکارشگورد و جاستین لانگ نوشته و کارگردانی کرده است. او فیلم ترسناک سلاح‌ها را که به زودی اکران خواهد شد، نوشته و کارگردانی کرده است.
در ژانویه ۲۰۲۵ اعلام شد که کرگر فیلمی بر اساس مجموعه بازی‌های رزیدنت اویل خواهد نوشت و کارگردانی خواهد کرد.

## فیلم‌شناسی
سینمایی
| سال  | عنوان                    | نقش            | یادداشت‌ها  |
| ---- | ------------------------ | -------------- | ---------- |
| ۲۰۰۸ | کالج                     | کوپر           |            |
| ۲۰۰۹ | خانم مارچ                | یوجین بل       |            |
| ۲۰۱۱ | جنگ داخلی علیه مواد مخدر | آبراهام لینکلن |            |
| ۲۰۱۱ | مرگ و بازگشت سوپرمن      | هل جوردن       | فیلم کوتاه |
| ۲۰۱۳ | عشق و سکس هوایی          | جف             |            |
| ۲۰۱۴ | تاریخ و تغییر            | گرگ            |            |
| ۲۰۱۶ | شب افتتاحیه              | میکی           |            |
| ۲۰۱۸ | توماس شکاک               | گراهام         |            |
| ۲۰۲۲ | بربری                    | اورت           |            |
| ۲۰۲۴ | مریخ                     | مختلف          |            |

تلویزیونی
| سال       | عنوان                        | نقش          | یادداشت‌ها                        |
| --------- | ---------------------------- | ------------ | -------------------------------- |
| ۱۹۹۸      | قتل: زندگی در خیابان         | دین استمپر   | قسمت: "عشق برادرانه"             |
| ۲۰۰۷–۲۰۱۱ | سفیدترین بچه‌هایی که می‌شناسید | نقش‌های مختلف |                                  |
| ۲۰۱۱      | دوستانی با مزایا             | آرون         | نقش اصلی                         |
| ۲۰۱۲–۲۰۱۳ | پسرهایی که بچه دارند         | نیک          | نقش اصلی                         |
| ۲۰۱۴      | درباره یک پسر                | تی‌جی         | نقش تکراری                       |
| ۲۰۱۵      | مک‌کارتی‌ها                    | داگ          | قسمت: «مرجع»                     |
| ۲۰۱۶–۲۰۱۸ | خراب شده                     | اوون         | نقش اصلی                         |
| ۲۰۱۹      | آدام همه چیز را خراب می‌کند   | برچ          | قسمت: «آدم طبیعت را ویران می‌کند» |
| ۲۰۱۹      | فقط با این همراه شوید        | برنت         | قسمت: «تجدید دیدار گیتور»        |